# Campionati europei di pattinaggio di figura 2025
I Campionati europei di pattinaggio di figura 2025 sono stati la 116ª edizione della competizione di pattinaggio di figura, valida per la stagione 2024-2025. Si sono svolti dal 28 gennaio al 2 febbraio 2025 alla Tondiraba Ice Hall di Tallinn, in Estonia. Si sono disputate le gare di singolo maschile e femminile, coppie e danza su ghiaccio. Sono stati ammessi i pattinatori nati entro il 1º luglio 2009, provenienti da una nazione europea membro della International Skating Union.

## Programma
Ora locale (UTC+2).
| Data                 | Disciplina        | Ora   | Evento                |
| -------------------- | ----------------- | ----- | --------------------- |
| Mercoledì 29 gennaio | Donne             | 13:00 | Programma breve       |
| Mercoledì 29 gennaio | Tutti             | 16:30 | Cerimonia di apertura |
| Mercoledì 29 gennaio | A coppie          | 17:00 | Programma breve       |
| Giovedì 30 gennaio   | Uomini            | 13:10 | Programma breve       |
| Giovedì 30 gennaio   | A coppie          | 19:00 | Pattinaggio libero    |
| Venerdì 31 gennaio   | Danza su ghiaccio | 12:30 | Danza ritmica         |
| Venerdì 31 gennaio   | Donne             | 18:00 | Pattinaggio libero    |
| Sabato 1 febbraio    | Uomini            | 13:00 | Pattinaggio libero    |
| Sabato 1 febbraio    | Danza su ghiaccio | 18:00 | Danza libera          |
| Domenica 2 febbraio  | Tutti             | 16:00 | Gala                  |

## Numero di partecipanti per discipline
In base ai risultati degli Europei 2024, ogni nazione membro dell'ISU poteva schierare da 1 a 3 partecipanti.. Seguendo la raccomandazione del Comitato Olimpico Internazionale, l'ISU ha bandito i pattinatori e gli ufficiali di gara russi e bielorussi da tutte le manifestazioni internazionali a causa dell'invasione russa dell'Ucraina del 2022.
| Posti                                            | Singolo maschile                                            | Singolo femminile                                | Coppie                                           | Danza su ghiaccio                                       |
| ------------------------------------------------ | ----------------------------------------------------------- | ------------------------------------------------ | ------------------------------------------------ | ------------------------------------------------------- |
| 3                                                | Italia                                                      | Belgio Svizzera                                  | Georgia Germania Italia                          | Francia                                                 |
| 2                                                | Rep. Ceca Estonia Francia Georgia Lettonia Polonia Svizzera | Austria Finlandia Francia Georgia Italia Romania | Francia Regno Unito Ungheria Paesi Bassi Polonia | Rep. Ceca Finlandia Georgia Regno Unito Italia Lituania |
| I Paesi non in lista hanno un solo partecipante. |                                                             |                                                  |                                                  |                                                         |

## Podi
| Evento                        | Oro                                    | Punteggio | Argento                               | Punteggio | Bronzo                               | Punteggio |
| Singolo maschile (dettagli)   | Lukas Britschgi                        | 208.18    | Nikolaj Memola                        | 198.61    | Adam Siao Him Fa                     | 191.44    |
| Singolo femminile (dettagli)  | Niina Petrõkina                        | 267.09    | Anastasiia Gubanova                   | 262.61    | Nina Pinzarrone                      | 257.99    |
| Coppie (dettagli)             | Minerva Fabienne Hase / Nikita Volodin | 212.48    | Sara Conti / Niccolò Macii            | 206.89    | Anastasiia Metelkina / Luka Berulava | 191.88    |
| Danza sul ghiaccio (dettagli) | Charlène Guignard / Marco Fabbri       | 212.12    | Evgeniia Lopareva / Geoffrey Brissaud | 206.76    | Lilah Fear / Lewis Gibson            | 206.02    |

## Medagliere
| Posiz. | Nazione     | Oro | Argento | Bronzo | Totale |
| ------ | ----------- | --- | ------- | ------ | ------ |
| 1      | Italia      | 1   | 2       | 0      | 3      |
| 2      | Germania    | 1   | 0       | 0      | 1      |
| 2      | Estonia     | 1   | 0       | 0      | 1      |
| 2      | Svizzera    | 1   | 0       | 0      | 1      |
| 5      | Francia     | 0   | 1       | 1      | 2      |
| 5      | Georgia     | 0   | 1       | 1      | 2      |
| 7      | Belgio      | 0   | 0       | 1      | 1      |
| 7      | Regno Unito | 0   | 0       | 1      | 1      |
| Totale | Totale      | 4   | 4       | 4      | 12     |